# Atopophthirus setosus
Atopophthirus setosus är en insektsart som beskrevs av Chin 1979. Atopophthirus setosus ingår i släktet Atopophthirus och familjen ekorrlöss. Inga underarter finns listade i Catalogue of Life.